# Antoni Józef Manastyrski
Antoni Józef Manastyrski (Ivano-Frankivsk, 14 de junio de 1803 - Roma, 17 de diciembre de 1869) fue un sacerdote católico polaco, rector de la universidad de Leópolis y obispo de la diócesis de Przemyśl (hoy arquidiócesis).

## Biografía
Antoni Józef Manastyrski nació el 14 de junio de 1803, en Ivano-Frankivsk, por entonces parte de Polonia, ahora territorio de Ucrania. Realizó sus primeros estudios en su ciudad natal. Ingresó al seminario de Leópolis, estudió la filosofía y la teología en las universidades de Leópolis y Viena y fue ordenado sacerdote el 27 de agosto de 1826. Al terminar sus estudios fue nombrado notario de la curia, prefecto y director espiritual del seminario de Leópolis (1838), rector de la Universidad de Leópolis (1845-1846), rector de la catedral (1850) y presidente del capítulo de la misma y vicario de la diócesis de Leópolis (1858-1860).
El 28 de septiembre de 1863, el papa Pío IX le nombró obispo para la diócesis de Przemyśl. Fue consagrado el 8 de noviembre del mismo año, de manos de Franciszek Ksawery Wierzchlejski, arzobispo de Leópolis. Durante su gobierno se encargó de elevar el nivel moral del clero, de organizar la asistencia social y caritativa, de fundar iglesias y fraternidades y apoyar al nacimiento de institutos religiosos polacos, tales como las Hermanas de Santo Domingo de Cracovia, aprobadas por él en 1867. Fue nombrado asistente del trono papal en 1867 y participó en el Concilio Vaticano I. Estando en Roma, durante la celebración del concilio, murió el 17 de diciembre de 1869 y fue sepultado en la Basílica de Santa Maria sobre Minerva.